# Farol de Adra
O farol de Adra é um farol marítimo situado em Adra (província de Almeria, Espanha), sobre a costa do mar Mediterrâneo.

## História
A importância de Adra como porto de mar se remonta ao século VIII a. C., época da fundação da cidade por parte dos fenícios com o nome de Abdera. O primeiro projeto da construção de um farol data de 1861.
O farol atual é herdeiro de outro construído em 1896 na desembocadura do rio Grande de Adra, e que destruiu um temporal. Este primeiro farol moderno foi substituído então por outro, levantado em 1899, já no perímetro urbano.
Depois de a Desbandá, o farol de Adra encontrava-se a poucos quilómetros da frente da Guerra civil espanhola, pelo que por temor a que pudesse servir de referência à aviação franquista foi aceso e apagado com frequência. Poucas semanas depois escava-se uma trincheira em seu redor, cortando o caminho de acesso. Em 24 de junho de 1937 foi metralhado sofrendo danos de pouca gravidade.
No entanto, sua baixa altura dificultava a visão dos sinais marítimos, de maneira que substituiu-se por um terceiro, instalado numa torre de bandas brancas e vermelhas e inaugurado em 1986 e que é o actual, situado também em meio urbano (o anterior faz hoje em dia as vezes de centro de Defesa civil). A torre sobre a que está instalado tem 26 metros de altura, o que outorga um plano focal de 49 m, o que evita a confusão com a iluminação urbana.